# Baba Ahmadou Danpullo
Baba Ahmadou Danpullo, né en 1950 est un homme d'affaires camerounais. Il est l’homme le plus riche en Afrique francophone subsaharienne selon Forbes Afrique,.

## Biographie

### Enfance et débuts
D'ethnie peule, Baba Ahmadou Danpullo est musulman. Il grandit dans une famille modeste et démarre ses activités comme camionneur et propriétaire de quelques échoppes. Ayant obtenu des licences d'importation de riz et de farine, un important prêt bancaire, il se lance dans l'importation.

### Carrière
Il est un des plus importants opérateurs et est actif dans plusieurs branches de l'économie camerounaise.
Il a notamment fait fortune dans l’immobilier, investi dans l’agroalimentaire, les télécommunications et le transport.
Il est actionnaire de Nexttel, le 3e opérateur de téléphonie mobile du Cameroun dans lequel il contrôle 30 % des parts à travers son entreprise Bestinver Cameroon (BestCam). Mais, Danpullo, est plus connu dans son pays pour ses immenses plantations de thé de Ndawara, dans la région du Nord-Ouest, lesquelles permettent à Ndawara Tea Estates d’exporter le thé camerounais à l’étranger. Il s’est lancé dans la communication, en créant la chaîne de télévision DBS (Danpullo Broadcasting System).
Il est actionnaire au sein des entreprises publiques telles que la Sodecoton, les Aéroports du Cameroun (ADC) et a repris la filière thé de la Cameroon Tea Estates (CTE) dans le cadre d’une privatisation houleuse.
Mais, en dehors de l’agro-industrie et des télécoms, l’homme le plus riche du Cameroun est crédité d’innombrables biens immobiliers au Nigéria, en France, en Suisse et en Afrique du Sud, dont deux « malls » au Cap et le « Marbre Towers » de Johannesbourg, un immeuble de 32 étages et de 152 mètres de haut, la 3e plus grande tour au pays de Nelson Mandela.

### Activité en politique
En 2009, Baba Ahmadou Danpullo fait don d’une enveloppe de 100 millions de francs Cfa au parti au pouvoir, le RDPC.

## Distinctions
Selon l’édition africaine du magazine américain Forbes, il est l’homme le plus riche d'Afrique francophone et subsaharienne, avec une fortune évaluée à 940 millions de dollars.